# Tequila kommun, Jalisco
Tequila är en kommun i Mexiko.   Den ligger i delstaten Jalisco, i den centrala delen av landet, 500 km väster om huvudstaden Mexico City.
Följande samhällen finns i Tequila:
- Tequila
- El Medineño
- Josefa Ortíz de Domínguez
- Atemanica
- El Olvido
- Tuitán
- La Puerta de San Pedro
- Mitlán
- El Tepetate
- Tlaltihuilec
- Santa Ana
- Los Naranjos
- El Zapote
- IPROVIPE I
- Potrero de la Mula